# Virgile Gaillard
Virgile Gaillard (Paris, 28 de julho de 1877 - data desconhecida) foi um futebolista francês, medalhista olímpico.
Virgile Gaillard competiu nos Jogos Olímpicos de Verão de 1900 em Paris. Ele ganhou a medalha de prata como membro do Club Français, que representou a França nos Jogos.